# Lijst van residenten op Borneo
Dit is een lijst van residenten op Borneo tijdens de Nederlandse kolonisatie.
Nederlands-Indië werd tot 1942 ingedeeld in verscheidene residenties met aan het hoofd een resident. In onderstaande opsomming worden de verschillende residenties en hun residenten door de jaren heen genoemd. Sommige residenties zijn door de jaren heen verdwenen of juist ontstaan, dit zal bij de residentie worden vermeld. De ontslagdata kloppen niet helemaal, het duurde toen enige weken voordat er een nieuwe resident werd aangesteld. Met residenten die korter dan een jaar actief zijn geweest is geen rekening gehouden. Borneo werd vóór 1819 ingedeeld in de "kust van Borneo" onder een secretaris.

## Pontianak
| resident van Pontianak                         | van  | tot  |
| ---------------------------------------------- | ---- | ---- |
| C.L. Hartmann                                  | 1818 | 1824 |
| 1825 tot de residentie Wester- afdeling Borneo |      |      |

## Banjermassing
| resident van Banjermassing                         | van  | tot  |
| -------------------------------------------------- | ---- | ---- |
| J.B. Benoit                                        | 1818 | 1824 |
| M.H. Halewijn                                      | 1824 | 1825 |
| C.G. Goldman                                       | 1825 | 1828 |
| 1828 bij residentie Zuider-Ooster- afdeling Borneo |      |      |

## Wester-afdeling van Borneo
| resident van Wester-afdeling van Borneo | van               | tot               |
| --------------------------------------- | ----------------- | ----------------- |
| C.L. Hartmann                           | 1824              | 1827              |
| D.J. van den Dungen Gronovius           | 1827              | 1833              |
| 1833-1849 in twee Assistent-Residenties |                   |                   |
| T.J Willer                              | 1849              | 1853              |
| R.C. van Prehn                          | 1853              | 1855              |
| A.J. Andresen                           | 1855              | 1856              |
| W.E. Kroesen                            | 1856              | 1857              |
| G.F. Nauta                              | 1857              | 1860              |
| L. Rijsendaal                           | 1860              | 1862              |
| J. Zwager                               | 1862              | 5 mei 1864        |
| R. Wijnen                               | 5 mei 1864        | 22 september 1865 |
| G. van Beest Holle                      | 22 september 1865 | 23 december 1867  |
| C. Kater                                | 23 december 1867  | 2 februari 1871   |
| J.C.J. van der Schalk                   | 2 februari 1871   | 24 augustus 1873  |
| C. Kater                                | 24 augustus 1873  | 26 februari 1882  |
| B. van Zutphen                          | 26 februari 1882  | 11 augustus 1884  |
| C. Kater                                | 11 augustus 1884  | 16 oktober 1885   |
| A.H. Gijsberts                          | 16 oktober 1885   | 29 juli 1888      |
| I. van Nieuwkuijk                       | 29 juli 1888      | 1 september 1890  |
| S.W. Tromp                              | 1 september 1890  | 24 oktober 1898   |
| H.P.A. Bakker                           | 24 oktober 1898   | 4 juni 1902       |
| A.J.Ch. de Neve                         | 4 juni 1902       | 3 oktober 1908    |
| Th.J.H. van Driessche                   | 3 oktober 1908    | 8 december 1912   |
| H. de Vogel                             | 8 december 1912   | 15 augustus 1918  |
| K.A. James                              | 15 augustus 1918  | 3 maart 1921      |
| A.H.O. Prins                            | 3 maart 1921      | 2 augustus 1924   |
| J.H. Meyer                              | 2 augustus 1924   | 29 juli 1927      |
| J.G. Larive                             | 29 juli 1927      | 30 april 1930     |
| K.H. van Prehn                          | 30 april 1930     | 31 maart 1933     |
| G. van der Waals                        | 31 maart 1933     | 28 juli 1934      |
| Johannes Oberman                        | 28 juli 1934      | 16 september 1938 |
| Th. H. Neijs                            | 16 september 1938 | 6 november 1941   |
| A.S.L. Spoor                            | 6 november 1941   | Japanse bezetting |

## Sambas
| resident van Sambas                                          | van  | tot  |
| ------------------------------------------------------------ | ---- | ---- |
| ? Muller                                                     | 1818 | 1819 |
| J.C. Reijnst                                                 | 1819 | 1821 |
| M. van Grave                                                 | 1821 | 1825 |
| D.J. van den Dungen Gronovius                                | 1825 | 1828 |
| 1828 met Pontianak tot de residentie Wester- afdeling Borneo |      |      |

## Zuider- en Ooster-afdeling van Borneo
| resident van Zuider- en Ooster-afdeling van Borneo     | van              | tot               |
| ------------------------------------------------------ | ---------------- | ----------------- |
| M.H. Halewijn                                          | 1825             | 1827              |
| C.L. Hartmann                                          | 1827             | 1832              |
| C.G. Goldman                                           | 1832             | 1836              |
| A.M.E. Odaatje                                         | 1836             | 1847              |
| J.G.A. Gallois                                         | 1847             | 1850              |
| P.H.A.B. van Hengst                                    | 1850             | 1852              |
| A. van der Ven                                         | 1852             | 1855              |
| G.M. van de Graaff                                     | 1855             | 1857              |
| E.F. graaf van Benthem Tecklenburg Rheda               | 1857             | 1859              |
| G.M. Verspijck                                         | 1859             | 2 februari 1863   |
| E.C.F. Happé                                           | 2 februari 1863  | 13 maart 1866     |
| K.W. Tiedtke                                           | 13 maart 1866    | 11 november 1870  |
| C.C. Tromp                                             | 11 november 1870 | 27 oktober 1874   |
| G.J. Gersen                                            | 27 oktober 1874  | 6 maart 1877      |
| J.J. Meijer                                            | 6 maart 1877     | 21 februari 1880  |
| W. Broers                                              | 21 februari 1880 | 29 mei 1891       |
| A.M. Joekes                                            | 29 mei 1891      | 23 april 1894     |
| J. Broers                                              | 23 april 1894    | 3 februari 1899   |
| C.A. Kroesen                                           | 3 februari 1899  | 11 mei 1903       |
| J.F.A. de Rooij                                        | 11 mei 1903      | 3 maart 1905      |
| H.N.A. Swart                                           | 3 maart 1905     | 17 augustus 1906  |
| J. van Weert                                           | 17 augustus 1906 | 8 april 1911      |
| L.F.J. Rijckmans                                       | 8 april 1911     | 3 juni 1916       |
| H.J. Grijzen                                           | 3 juni 1916      | 15 oktober 1917   |
| A.M. Hens                                              | 15 oktober 1917  | 27 mei 1921       |
| C.J. van Kempen                                        | 27 mei 1921      | 2 augustus 1924   |
| J. de Haan                                             | 2 augustus 1924  | 2 juni 1929       |
| R.J. Koppenol                                          | 2 juni 1929      | 20 augustus 1931  |
| Bertho Constant Charles Margaretho Marie van Suchtelen | 20 augustus 1931 | 11 juli 1933      |
| W.G. Moggenstorm                                       | 11 juli 1933     | 28 juni 1937      |
| B.J. Haga                                              | 28 juni 1937     | Japanse bezetting |